# 马洛朱拉·维努戈帕尔
马洛朱拉·维努戈帕尔（Mallojula Venugopal），通常以他的化名阿贝（Abhay）为人所知，是印度共产党（毛主义）政治局委员和中央军事委员。

## 生平
化名有Bhupati，Sonu，Master和Abhay。是人民战争集团前领导人，负责丹达卡冉亚特区委员会，该委员会也领导马哈拉施特拉邦Garchirouli地区的毛派运动。他被任命在印度南部组建一个新的游击区，该区包括西高止山脉两侧的地区，从果阿邦到喀拉拉邦的伊都基縣。 2010年阿扎德死后，他被任命为印共（毛）的官方发言人，负责党的出版部门。 警方情报人员怀疑，他是2010年4月丹德瓦达袭击的幕后策划者之一，这次袭击造成76名中央后备警察部队成员死亡。安得拉邦和恰蒂斯加尔邦警方都对他有巨额悬赏。基申吉死后，他负责领导西孟加拉邦Lalgarh地区。

## 家庭
维努戈帕尔是毛派领导人基申吉的弟弟。 出生在特伦甘纳邦格里姆讷格尔县Peddapalli的一个贫穷的家庭，靠着附近的寺庙的神职谋生。他的祖父和父亲 Mallujola Venkataiyan 都是印度自由斗士。 加入毛派后，维努戈帕尔离家30多年。